# Řídicí věž

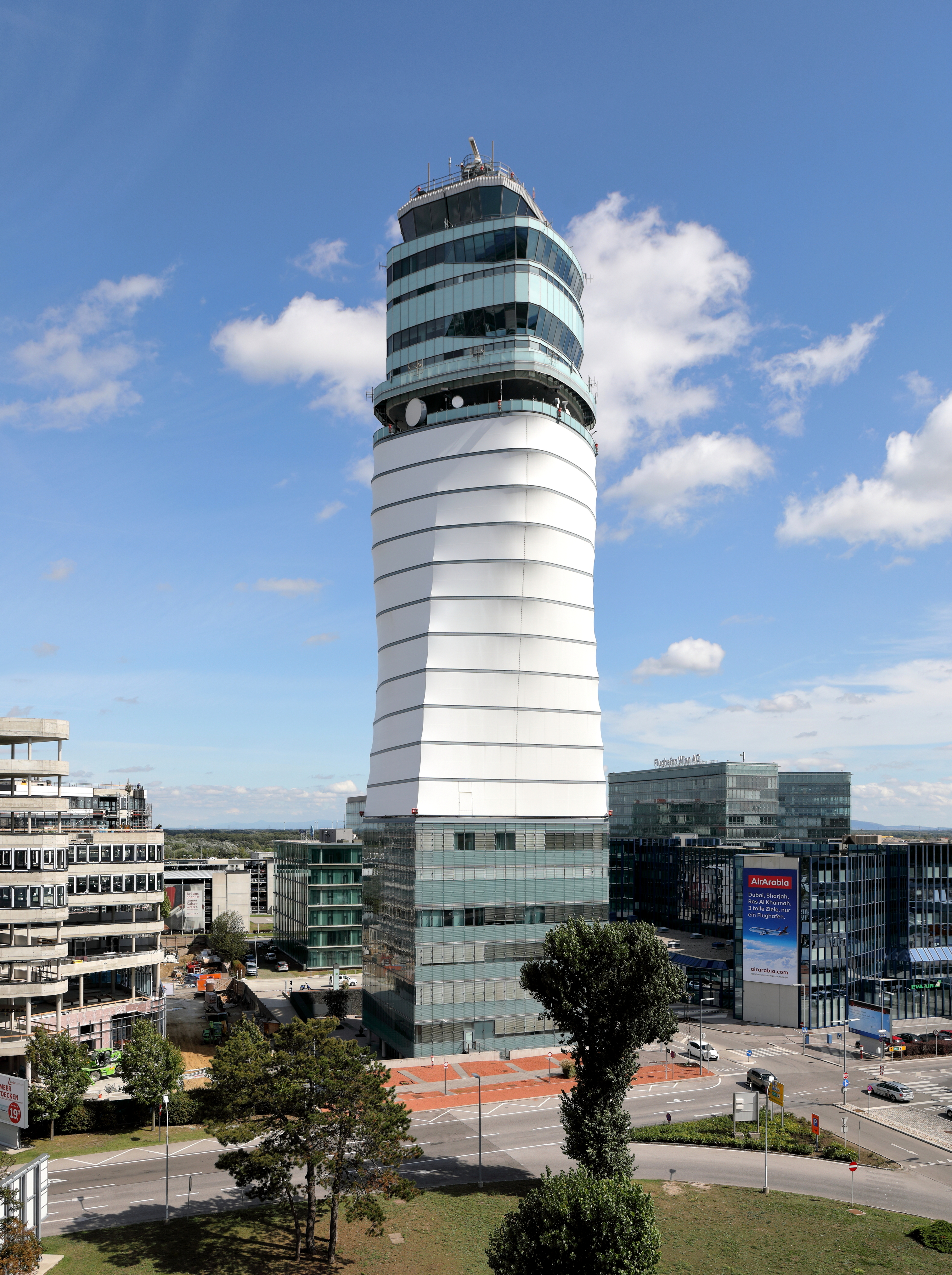
109 m vysoká řídicí věž letiště Vídeň

Řídicí věž (anglicky (aerodrome) control tower, zkr. TWR) je vyvýšené stanoviště letištní dispečerské služby zřízené pro řízení letového provozu, které musí mít dobrý přehled o celém systému drah letiště. Může být začleněna do odbavovací budovy nebo být samostatným objektem.
Nejvyšší řídicí věží disponuje letiště Bangkok-Suvarnabhumi. Místní věž má výšku 132 m a koncem roku 2006 překonala do té doby nejvyšší věž letiště Kuala Lumpur (130 m). Třetí v pořadí je věž Hartsfield-Jackson International Airport v Atlantě (121 m). Nejvyšší řídicí věží v Evropě je 109 metrů vysoká řídicí věž na letišti Vídeň-Schwechat (čtvrtá na světě, stav 2017).